# HD242720
HD242720 є хімічно пекулярною зорею спектрального класу
B9 й має видиму зоряну величину в смузі V приблизно 11,1.

## Пекулярний хімічний вміст
Зоряна атмосфера HD242720 має підвищений вміст 
Si
.